# جون وارويك مونتجومري
جون وارويك مونتجومري (بالإنجليزية: John Warwick Montgomery)‏ هو عالم عقيدة ومحامي أمريكي، ولد في 18 أكتوبر 1931 في Warsaw, New York ‏ في الولايات المتحدة.

## وصلات خارجية
- جون وارويك مونتجومري على موقع IMDb (الإنجليزية)